# VM Houses
VM Houses è un complesso di edilizia abitativa costituito da due condomini adiacenti situato a Ørestad, quartiere di Copenaghen, in Danimarca.

## Descrizione
Progettato dalla JDS Architects e dal Bjarke Ingels Group, la struttura si articola in due palazzi, uno chiamato M con 95 unità abitative è stata completata nel 2004 e l'altro chiamato V House con 114 unità abitative, finito nel 2005; dall'unione di ciò deriva il nome del complesso.

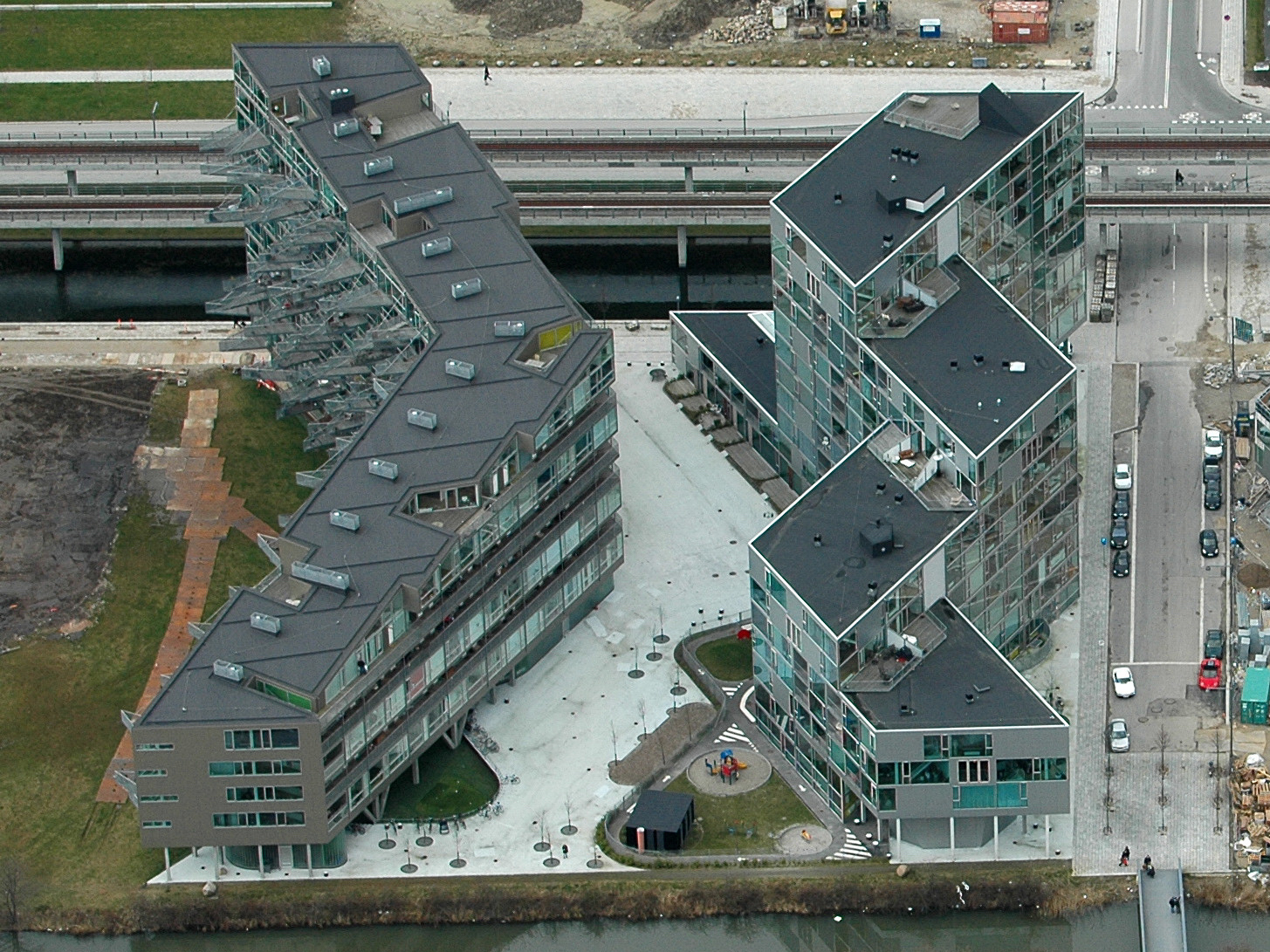
Vista aerea dei due edific; si noti la pianta a V e a M dei due edifici che rispettivamente danno il nome al complesso

VM Houses è stato il primo grande progetto progettato da Julien De Smedt e Bjarke Ingels, aggiudicandosi il Forum AID Award come miglior edificio in Scandinavia nel 2006.